# Nina Bulatovix (album)
Nina Bulatovix je prvi glasbeni album slovenske alternativne rock skupine Nina Bulatovix, izdan 17. decembra 2010 pri študentski založbi Kapa Records. Posnet je bil aprila istega leta na koncertu v sklopu Festivala Scena v ŠTUK-u v Mariboru.

## Seznam pesmi
Vse pesmi in vsa besedila je napisala skupina Nina Bulatovix.
1. »Svetniki, mestni svetniki« – 4:55
2. »Boril se bom kot lev« – 2:09
3. »180%« – 3:26
4. »Ti jaz boš bom govorila, sprehajal« – 2:58
5. »Duševne bolečine« – 2:22
6. »Šiki miki« – 4:23
7. »Čolni in pavi« – 4:36
8. »Odločna« – 4:44

## Zasedba
- Gregor Kosi — vokal, shaker
- Marko Širec — bas kitara, vokal
- Jure Lavrin — bobni, vokal
- Marko Jakopanec — miksanje
- Lucija Smodiš  — oblikovanje ovitka